# Мереживо

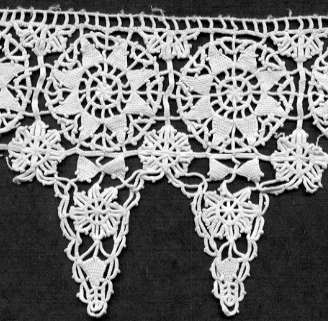
Ретичелла

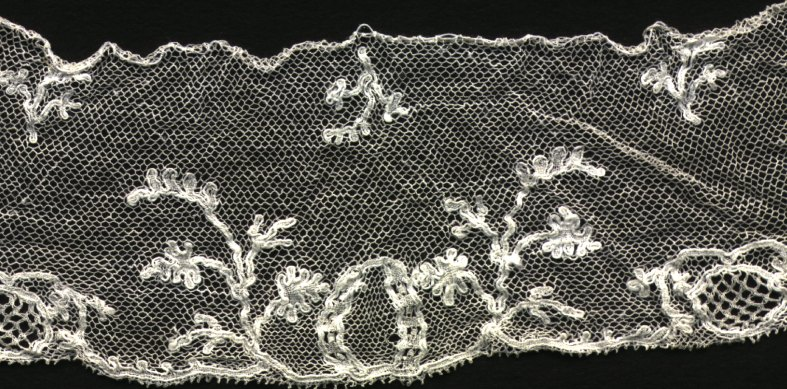
Мехелінське мереживо

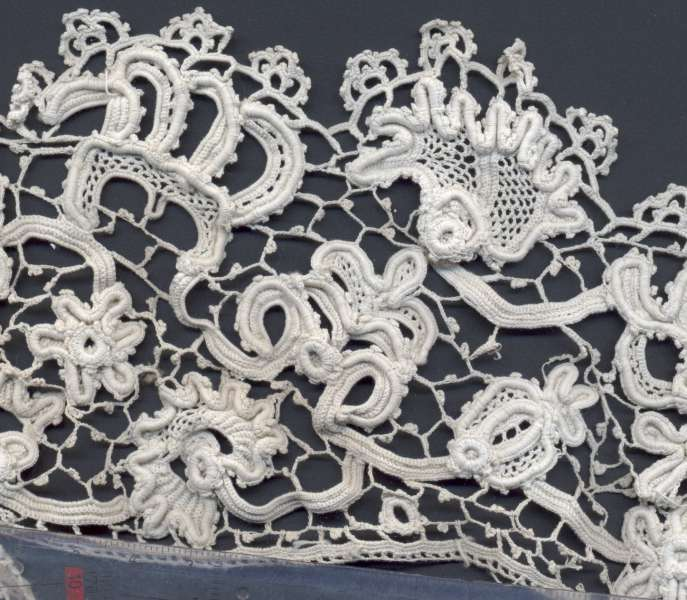
Ірландське мереживо

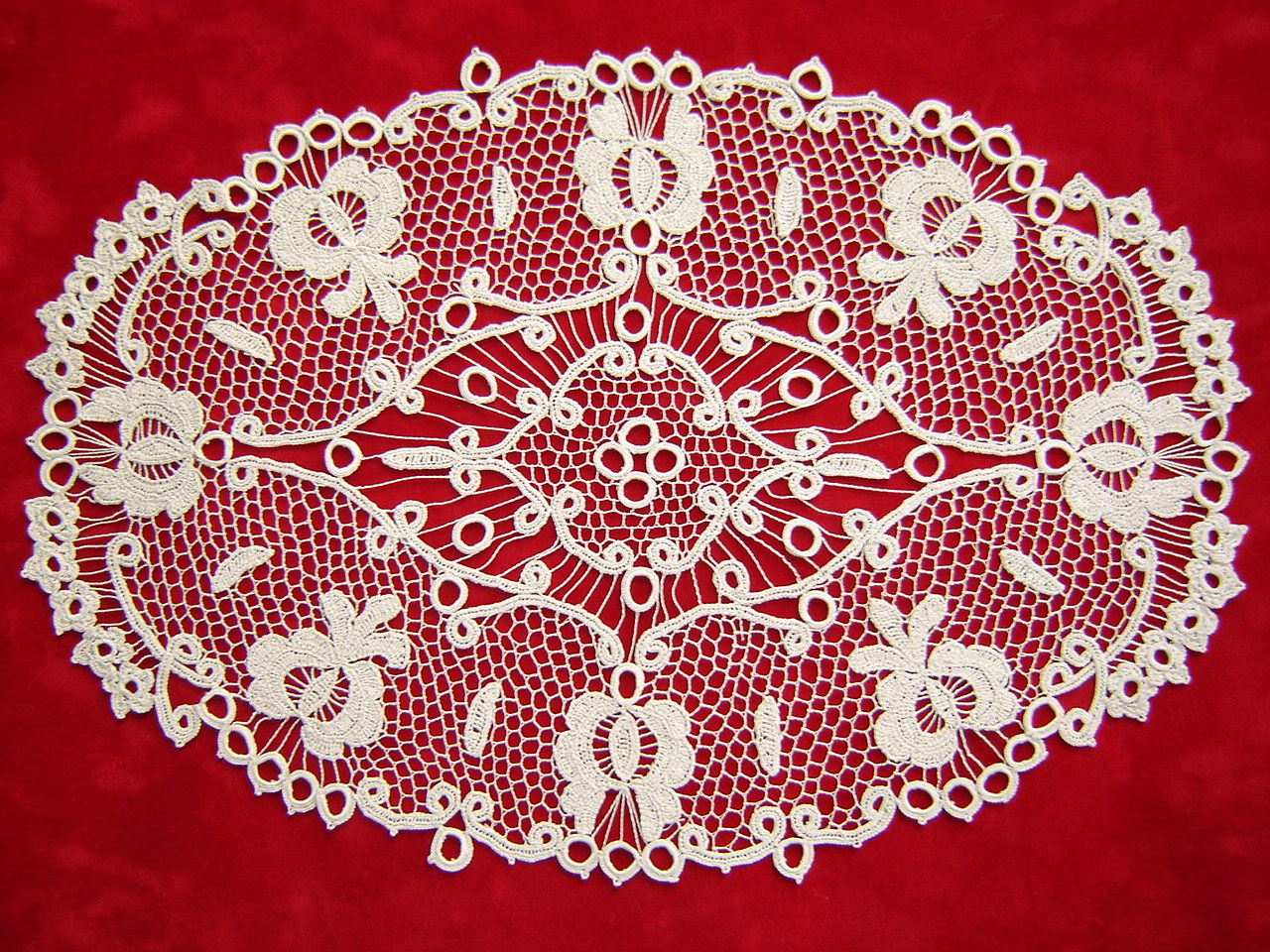
Угорське плетене гачком мереживо

Мере́живо — декоративні елементи з тканини і ниток. Загальною ознакою всіх видів мережива є отвори різних розмірів між нитками, які утворюють візерунок. Мереживо використовують в оформленні одягу, а також в оформленні інтер'єру у вигляді декоративних панно, скатертей, тюлів, покривал. Мереживо використовують також для прикрашання жіночої спідньої білизни.

## Рукодільне мереживо
Рукодільне мереживо розрізняють за технікою виконання (плетене, шите та ін.) і за місцем виробництва.

### За технікою виконання мереживо буває
- плетене на коклюшках
- плетене човником / фриволіте
- шите голкою
- гардангер[en]/шите
- макраме/вузлове
- плетене на спицях
- плетене гачком

##### Короткий гачок
- звичайне/німецьке
- філейне
- брюгське
- ірландське
- гіпюр — венеційське мереживо з опуклим візерунковим малюнком
- ретичелла[en]
- на вилці

#### Довгий гачок
- туніське
- афганське
- вікторіанське

## Машинне мереживо
З розвитком технологій люди навчилися виробляти мереживо машинним способом. Але ніщо не замінить справжнього ручного мережива, що несе в собі традиції багатьох поколінь зі століття в століття.